# غل تبة (مراغة)
غل تبة هي قرية في مقاطعة مراغة، إيران. عدد سكان هذه القرية هو 1,013 في سنة 2006.